# 小田敏三
小田 敏三（おだ としぞう、1950年6月8日 - ）は、日本の実業家。新潟日報社代表取締役社長。東京都出身。

## 来歴
1974年、早稲田大学政治経済学部卒業後、新潟日報社に入社。編集局に配属される。
編集局報道部長、総務局長等を経て、2008年に取締役編集局長に就任。その後、常務取締役執行役員営業統括本部長兼広告事業本部長、専務取締役執行役員営業統括本部長兼広告事業本部長を歴任し、2014年3月に代表取締役社長に就任。2020年、旭日中綬章受章。